# 新堀聰
新堀 聰（にいぼり さとし、1934年(昭和9年) - ）は、日本大学名誉教授、博士（商学）（早稲田大学）、財団法人貿易奨励会専務理事、国際商取引学会顧問。日本商業英語学会、日本国際経済法学会などに所属。専門は、英米契約法、国際売買法、貿易商務論、貿易政策。

## 経歴
- 1958年 東京大学法学部第1類（私法コース）を卒業後、三井物産に入社。
- 米国三井物産ニューヨーク本店副店長・鉄鋼第二課長、米国三井物産上級副社長・サンフランシスコ支店長、調査部長、調査情報部長、三井物産貿易経済研究所（現在の三井物産戦略研究所）長などを歴任。
- 1961年 日本貿易学会発足時に参画し、後に理事。
- 1975年 ニューヨーク在籍中、ハーバード・ビジネス・スクールエグゼクティブコースPMD(Program for Management Development 第30期)を修了。
- 1993年 日本大学教授。商学部と大学院商学研究科で「貿易論」「貿易政策」を担当。同年に早稲田大学に論文「最近の貿易取引における旧来のメカニズムの破綻とその解決策に関する研究」を提出し、博士（商学）を授与。
- 1998年-2001年 国際商取引学会の創設に参画し、初代会長。
- 2004年7月 日本大学大学院客員教授。

## 著書
- ビジネスゼミナール貿易取引入門（日本経済新聞社、1992年）
- アメリカ商取引法（同文舘、1963年）
- 貿易取引の理論と実践（三嶺書房、1993年）
- 貿易政策と国際売買（同文舘、1996年）
- ウルグアイ・ラウンド後の世界の貿易体制と貿易政策（三嶺書房、1994年）